# عقدة الخصاء
عقدة الخصاء هو مفهوم له علاقة بالتحليل النفسي ويشير إلى خاصية تظهر في التركيبة النفسية البشرية في الأعمار الصغيرة، على علاقة وثيقة بعقدة أوديب. ظهر المفهوم لأول مرة على يد سيجموند فرويد عام 1908 في نصه حول النظريات الجنسية للأطفال. تظهر عقدة الخصاء عند الصبي حسب فرويد «متى وقع نظره على أعضاء تناسلية أنثوية أما البنت فتنشأ عقدة الخصاء لدى رؤيتها الأعضاء التناسلية للجنس الأخر فتتفطن من الفارق مما يزيد حساسيتها بما أصابها من إجحاف كبير». ويرى فرويد دائمًا أن عقدة الخصاء تعود إلى القلق من الخوف من إزالة الأعضاء الجنسية الذكرية
في نظرية بالتحليل النفسي، تتمثل هذه العقدة في الذكر من الخوف من حدوث جرح أو فقدان العضو الذكري، الذي لا يمثل فقط هذا العضو من الناحية البيولوجية، وإنما أبعد من ذلك فهو مثال للسلطة والتفوق الذكوري وأيضًا الاحتمالية للعودة للاتحاد مع الأم، على يد الأب. وفي النساء تظهر في شكل مفهوم إنها قد تم إخصائها. فيظن كل من الذكر والأنثى أنهم يمتلكون عضوًا ذكريًا. ولكن الاختلاف التشريحي لكل من الجنسين يتناقض دائمًا مع هذا الظن، وهو ما يرجعه الأطفال من الجنسين إلى الاعتقاد بأنهم يمتلكون هذا العضو ولكنه صغيرا جدا فلا يرى أو إنه سوف ينمو.

## المعنى الحرفي
عقدة الخصاء أو قلق الخصاء هو الخوف الواعي أو اللاواعي من الفقدان العضوي أو الوظيفي لكامل الأعضاء التناسلية أو جزء منها. وبالمعنى الحرفي، يشير قلق الخصاء إلى الخوف من تشويه الأعضاء التناسلية أو إزالتها كعقاب للرغبات الجنسية لدى الطفل.
في التحليل النفسي الفرويدي، يشير قلق الخصاء إلى الخوف اللاواعي من فقدان القضيب الذي ينشأ خلال المرحلة القضيبية من التطور النفسي الجنسي ويستمر مدى الحياة. وفقًا لفرويد، سيعتقد الطفل الذكر أن قضيب الأنثى قد أزيل عندما يدرك الاختلافات بين الأعضاء التناسلية الذكرية والأنثوية، ولهذا سيخشى أن يُقطع قضيبه من قبل منافسه -شخصية الأب- كعقوبة لرغبته في شخصية الأم.
في أوروبا القرن التاسع عشر، لم يكن من المستغرب أن يهدد الآباء أبنائهم الذين يسيئون التصرف بالخصاء أو الأذية المباشرة لأعضائهم التناسلية. طُرِح هذا الموضوع في قصة الفتى تبك للكاتب الفرنسي ميشيل تورنيه في مجموعته القصصية التي صدرت عام 1978 بعنوان «ديك الخلنج»، وهي أيضًا ظاهرة وثقها فرويد عدة مرات. في هذه الفترة نفسها، عرض الطبيب جون هارفي كيلوغ وآخرون في أمريكا والبلدان الناطقة باللغة الإنجليزية الختان على الوالدين الفيكتوريين. وفي الحالات الخطيرة، عرض هؤلاء الأطباء على الوالدين خصاء أبنائهم وبناتهم كعلاج نهائي وعقاب لمجموعة واسعة من سوء السلوك الملحوظ (مثل العادة السرية)، ليصبح هذا الأمر شديد الشيوع بمرور الوقت.

## المعنى المجازي
قد تشير عقدة الخصاء أيضًا إلى فكرة أن يكون الشخص مخصيًا على نحو رمزي. فبالمعنى المجازي، تشير عقد الخصاء إلى الاعتقاد أو الإحساس بعدم الأهمية؛ إذ يحتاج الشخص إلى الحفاظ على ذاته من الخضوع لسيطرة شخص أو شيء ما، سواء كان ذلك في العلاقات الاجتماعية أو العلاقات الشخصية. تشير عقدة الخصاء المجازية إلى الخوف من أن يصبح الشخص مذلول أو خاضع أو عديم الأهمية. يكون هذا الخوف عادةً غير منطقي بشكل يجعل الشخص يصل إلى أبعد الحدود للحفاظ على كبريائه مع اعتقاده أن الأشياء التافهة مهينة، ولذلك يصبح هذا النوع من القلق مُقيِّدًا وضارًا. قد ترتبط عقدة الخصاء المجازية بقلق الخصاء الحرفي، ويتمثل ذلك في الخوف من فقدان الفحولة أو الهيمنة الجنسية.

## العلاقة بالسلطة والتحكم
وفقًا للتحليل النفسي الفرويدي، قد يغمر قلق الخصاء الفرد تمامًا لينتهك جوانب أخرى من حياته. كذلك، عُثِر على صلة بين قلق الخصاء والخوف من الموت. على الرغم من وجود درجات مختلفة من القلق، يميل الشباب الذين تعرضوا لتهديد أكبر في صغرهم إلى استمرار عقدة الخصاء على نحو مزمن. ولأن العواقب وخيمة، قد يتطور الخوف من التشويه المحتمل إلى حالات مهددة للحياة. قد يؤدي قلق الخصاء إلى الخوف من الموت والشعور بفقدان السيطرة على الحياة.
قد يملك الإحساس بالعجز الشديد أثرًا ضارًا على الصحة العقلية للفرد. مع ذلك، يعتبر عدم إدراك الفرد أن سبب الضيق العاطفي الذي يمر به هو رغباته الجنسية من أكثر المشاكل المقلقة. بسبب الأفكار اللاواعية التي يطرحها التحليل النفسي، سيظهر قلق الخصاء بشكل واضح في المواضع والتجارب التي يتعرض فيها الشخص للخصاء مجازًا. سيؤدي هذا إلى الخوف المرتبط بالإصابة الجسدية، والذي قد يؤدي بعد ذلك إلى الخوف من الموت أو القتل.